# Calatrava (Negros Occidental)
Calatrava è una municipalità di prima classe delle Filippine, situata nella Provincia di Negros Occidental, nella regione di Visayas Occidentale.
Calatrava è formata da 40 baranggay:
- Agpangi
- Ani-e
- Bagacay
- Bantayanon
- Buenavista
- Cabungahan
- Calampisawan
- Cambayobo
- Castellano
- Cruz
- Dolis
- Hilub-Ang
- Hinab-Ongan
- Ilaya
- Laga-an
- Lalong
- Lemery
- Lipat-on
- Lo-ok (Pob.)
- Ma-aslob

- Macasilao
- Mahilum
- Malanog
- Malatas
- Marcelo
- Menchaca
- Mina-utok
- Minapasuk
- Paghumayan
- Pantao
- Patun-an
- Pinocutan
- Refugio
- San Benito
- San Isidro
- Suba (Pob.)
- Telim
- Tigbao
- Tigbon
- Winaswasan